# Sándorháza
Sándorháza (románul Șandra, németül Alexanderhausen vagy Schandern) falu Romániában, Temes megyében.

## Fekvése
Temesvártól 33 km-re északnyugatra fekszik. 2004-ig Billédhez tartozott, azóta önálló község.

## Története
A falut 1833-ban telepítette a Zágrábi egyházmegye; Alagovich Sándor püspök nevét viseli. A trianoni békeszerződésig Temes vármegye Perjámosi járásához tartozott.

### Az első világháború után
1951-ben 48 bánáti sváb lakosát deportálták a Bărăganra.

## Gazdaság
Határában kőolajmező húzódik, a kőolaj mellett szondagázt is termelnek itt.

## Népessége
1910-ben 1791, többségben német lakosa volt, jelentős magyar kisebbséggel.